# Саваб
Саваб (араб. ثواب) - в исламской теологии и юриспруденции обозначает духовную награду или заслугу, которую человек получает за выполнение благих дел и добрые поступки. Эта концепция утверждает, что благие действия и поступки могут принести человеку духовное вознаграждение или саваб в жизни после смерти.
Саваб играет важную роль в мусульманской практике и мотивирует верующих к выполнению благих дел, служению обществу и следованию религиозным учениям. Он может быть накоплен через различные формы деятельности, такие как молитва, пост, паломничество и помощь нуждающимся.
В исламской традиции считается, что саваб будет взвешен на день Суда, и в зависимости от накопленного заслуги человек может получить вечное блаженство в Рае.
Саваб также используется в контексте духовного роста и самосовершенствования, поощряя мусульман к усердию в добрых делах и отказу от вредных или греховных поступков.
Эта концепция отражает основные принципы ислама, такие как щедрость, сострадание и служение обществу, и служит мотивацией для верующих в их духовном и религиозном пути.